# Inertiatic ESP
Inertiatic ESP – singel zespołu The Mars Volta wydany w 2004 roku.

## Spis utworów
1. "Inertiatic ESP" – 6:06
2. "Roulette Dares (The Haunt Of)" [Live XFM Session] – 9:31